# Xylocalyx
Xylocalyx é um género botânico pertencente à família Orobanchaceae.

## Espécies
- Xylocalyx aculeolatus
- Xylocalyx asper
- Xylocalyx carterae
- Xylocalyx hispidus
- Xylocalyx recurvus